# トロッコファミリー号
トロッコファミリー号（トロッコファミリーごう）は、1987年（昭和62年）から2006年（平成18年）までの毎年春から秋にかけて飯田線の豊橋 - 中部天竜間で運転されていた東海旅客鉄道（JR東海）のトロッコ列車である。

## 概要
1985年（昭和60年）に越美南線で運転が開始された「清流ながら号」が、翌1986年（昭和61年）に第三セクターの長良川鉄道へ転換されたことで国鉄車両での運転ができなくなったことから、車両を飯田線南部に転用して運行を開始したのが本列車である。
1989年（昭和63年）からはED18形やEF58形といった国鉄時代の古い電気機関車が使用されており、その面でも人気があった。しかし2005年（平成17年）にED18とEF58が故障や老朽化により相次いで運用を離脱したため、2006年（平成18年）5月7日をもって運転終了となった。

## 運行概況
列車番号が8000番台の予定臨時列車として設定。全盛期は3月から11月にかけての土日と祝日、春休みや夏休み期間は連日運転され、年間100日ほど運転されていた。しかし2001年（平成13年）以降運転日は年々削減され、年間50日ほどの運転となっていた。
全席指定の普通列車として設定され、指定券1枚で控車（普通座席客車）とトロッコ車両のどちらにも座れるシステムになっていた。指定券の発売は当初飯田線およびJR東海の静岡地区の主な駅、東海道新幹線各駅のJR東海の窓口に限られたが、1989年（平成元年）からは全国で発売されるようになった。
佐久間ダムや1991年（平成3年）に中部天竜駅構内に開設された佐久間レールパークや観光に便利なダイヤが設定されていた。トロッコ車両は豊川 - 中部天竜間で乗車可能であったが、豊橋 - 豊川間は複線区間であるため、列車のすれ違いの際危険であることからトロッコ車両には立ち入ることができないようになっていた。
沿線の自然を体感するための列車であることから、普通列車よりも所要時間のかかる低速のダイヤが設定され、景観の素晴らしい宇連川（板敷川）に沿う湯谷温泉 - 三河槙原間では特に低速で運転された。
列車の営業区間は中部天竜までであったが、車両はその先の水窪まで回送のうえで折り返し作業（機回し）を行っていたため、城西 - 向市場間の通称「渡らずの鉄橋」を行くシーンも見られた。しかし水窪駅の業務委託化のため2001年（平成13年）から折り返し作業を終着駅の中部天竜駅で行うようになり、この区間の回送列車も廃止となった。

### 停車駅
豊橋駅 - 豊川駅 -（東上駅）- 新城駅 -（大海駅）- 本長篠駅 -（三河大野駅）- 湯谷温泉駅 - 三河槙原駅 -（三河川合駅）-（東栄駅）-（浦川駅）- 中部天竜駅
- 括弧内の駅は1990年代初めまで停車した時期もあった（大海駅は下り中部天竜行のみ停車）。

## 車両
運行開始当初は、トラ90000形無蓋貨車3両（91388,91402,91818）に簡易な座席と屋根・貫通路を設置したトロッコ車両を控車オハフ46形客車2両（2009,2027）がはさむ編成で、牽引機には貨物営業末期の飯田線で貨物列車を牽引していたDE10形ディーゼル機関車があてられた。
1989年（昭和63年）からは列車としての魅力を高めるため、往年の本線用急行旅客機EF58形電気機関車が牽引機に抜擢され、同形式の動態保存列車としての性格も帯びるようになった。JR東海静岡運転所に所属する122号機と157号機が交代で牽引にあたり、この頃には両機が異なる塗色に塗られた（122号機がぶどう色一色、157号機が青にクリーム色の前面警戒色）こともあって人気を集めた。
1992年（平成4年）からは佐久間レールパークの静態保存機から動態復元されたイギリス製で飯田線にも縁の深いED18形電気機関車（2号機）も牽引機に加わった。

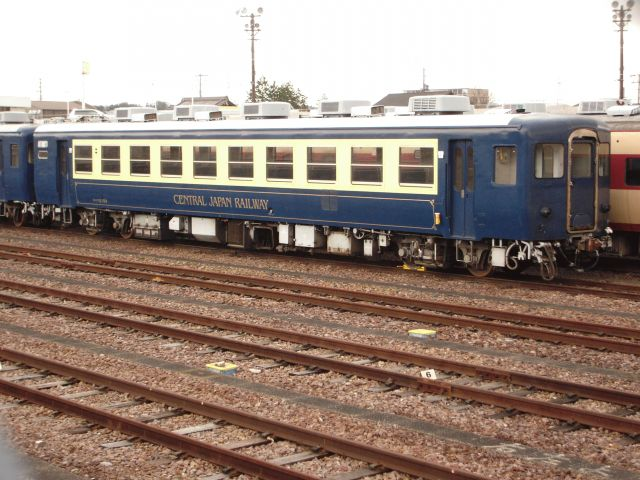
スハフ12 104（1996年以降）

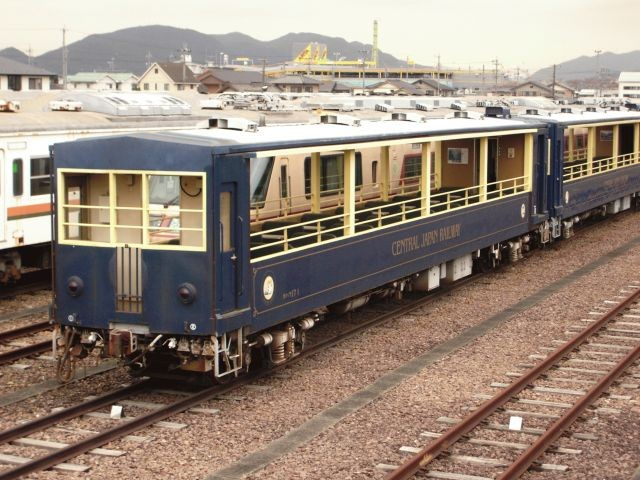
オハフ17 1（1996年以降）

同年には控車の冷房化を図るため、控車のオハフ46形1両を12系客車2両（スハフ12 31、オハ12 178）に置き換え、1993年（平成5年）にはトロッコ車両の乗車定員増を図るため、パレット輸送用荷物車マニ44形を改造したオハフ17形（1）を増備してオハフ46形を置き換えた。
これにより基本的な編成は中部天竜方からスハフ12 - オハ12 - トラ90000×3 - オハフ17となったが、トラ90000形とオハフ17形を分割使用したり、オハフ46形を控車に使用したりするなどして飯田線北部でもトロッコ列車を運転することができるようになった。
1996年（平成8年）には、老朽化したトラ90000形の置き換え用にオハフ17形（11）が追加増備され、控車がスハフ12形2両（31, 104）に変更された。この時増備されたオハフ17 11は、車端部が両方とも貫通構造となっており、控車が電源装置を装備したスハフ12形2両となったこともあって、スハフ12形とオハフ17形各1両によるトロッコ列車の南部・北部同時設定にも対応することとされた。この際4車種4様であった外板塗装を青をベースに窓まわりクリーム色とし、腰板に金色で"CENTRAL JAPAN RAILWAY"のロゴを描いた統一的なものに変更した。編成は中部天竜方からスハフ12 104 - スハフ12 31 - オハフ17 11 - オハフ17 1となり、この編成で2006年（平成18年）の運転終了まで使用された。
2005年（平成17年）8月にED18が致命的な故障を起こして運用を離脱。さらにEF58 122が老朽化により運用を離脱することになり、残るEF58 157だけでは運用がまかなえなくなることから、2006年（平成18年）5月7日をもって運転終了となった。
運転終了後、客車は美濃太田車両区で休車となっていたが、2007年（平成19年）11月5日をもって廃車となった。